# Homohelea adjuncta
Homohelea adjuncta är en tvåvingeart som först beskrevs av Jean-Jacques Kieffer 1913.  Homohelea adjuncta ingår i släktet Homohelea och familjen svidknott. Inga underarter finns listade i Catalogue of Life.